# Atheta stoica
Atheta stoica är en skalbaggsart som beskrevs av Thomas Casey 1911. Atheta stoica ingår i släktet Atheta och familjen kortvingar. Inga underarter finns listade i Catalogue of Life.